# Iğdır
Iğdır je město ve východním Turecku v nadmořské výšce 850 m. Má 420 tisíc obyvatel (odhad 2007) a je hlavním městem stejnojmenné provincie.

## Partnerská města
- Šamachi, Ázerbájdžán
- Šarur, Ázerbájdžán